# Státní ústav jaderné, chemické a biologické ochrany
Státní ústav jaderné, chemické a biologické ochrany, v.v.i (SÚJCHBO) je veřejná výzkumná instituce zřízená Státním úřadem pro jadernou bezpečnost. Předmětem činnosti ústavu je identifikace a stanovení radioaktivních, chemických a biologických látek a hodnocení jejich účinků a také vývoj prostředků na ochranu před těmito látkami či dekontaminaci, bezpečnostní výzkum v rámci boje proti terorismu nebo proti vážným průmyslovými haváriím.
Ústav je součástí Integrovaného záchranného systému a slouží také jako servisní instituce pro související činnosti, například analýzu "obálek s podezřelým práškem".

## Kontroverze
Podle zjištění Nadačního fondu proti korupci zadal Státní ústav jaderné, chemické a biologické ochrany bez soutěže IT zakázky firmám Unique bussines a I.T.Metatron, které mají adresu v sídle sekretariátu KSČM (Politických vězňů 9, Praha 1). Žádná z těchto firem neuvádí reference, které by potvrdily jejich kvalifikaci - Unique bussines nabízí pronájem luxusních vil v Thajsku, jednatelem druhé z nich je příbuzný předrevolučního komunisty a porevolučního šéfe vytunelované České banky inženýra Jaroslava Kotalíka, kterého předtím do vedení banky dosadilo několik ruských občanů z Moskvy. Další člen rodiny, Tomáš Kotalík, vlastní firmu SHS&S s.r.o., která s Ústavem jaderné, chemické a biologické ochrany uzavřela pět smluv na nákup počítačových komponentů a budování důležitých sítí. Všechny firmy jsou personálně propojené prostřednictvím shodné adresy bydliště v Příbrami (oba Kotalíkové a jednatelka firmy Unique bussines Aneta Herýková).
O ústav se zajímají ruské tajné služby a propojení tří firem, které pro něj zajišťují citlivé zakázky, s Komunistickou stranou vzbuzuje podezření. V roce 2006 přitom došlo ke skandálu, kdy se ruský vojenský atašé, plukovník Alexandr Sketin, pokoušel vymámit informace o profesní minulosti z tehdejšího ředitele Státního ústavu jaderné, chemické a biologické ochrany Stanislava Brádky.